# Südlicher Ölgrubenkopf
De Südlicher Ölgrubenkopf is een 2825 meter hoge bergtop in de Kaunergrat in de Ötztaler Alpen in het Oostenrijkse Tirol. De berg ligt hemelsbreed tussen Kaunerberg in het Kaunertal en Zaunhof in het Pitztal.
De berg behoort samen met de Äusserer en Hinterer Ölgrubenkopf tot de zogenaamde Falkauner Ölgrubenkopfe. Deze toppen hebben deze toevoeging ter onderscheiding van de zuidelijker eveneens in de Kaunergrat gelegen Ölgrubenkopf, een naburige top van de Vordere Ölgrubenspitze.